# Chiesa di San Giacomo di Rialto
La chiesa di San Giacomo di Rialto (conosciuta popolarmente come San Giacométo) è un edificio religioso della città di Venezia, situato nel sestiere di San Polo.
Come suggerisce l'appellativo, che serve per distinguerla dalla chiesa di San Giacomo da l'Orio a Santa Croce, essa si trova sulla sinistra del noto ponte di Rialto.

## Storia

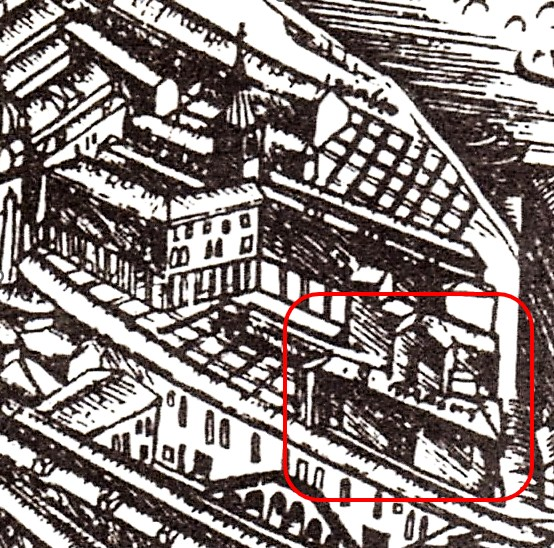
De Barbari, Pianta di Venezia, 1500, particolare

La tradizione la considera la chiesa più antica di Venezia, consacrata il 25 marzo 421. Fu principiata per il voto di un carpentiere, tale Candioto o Eutinopo, che si sarebbe rivolto al santo titolare per domare un grave incendio. Secondo la cronaca del doge Andrea Dandolo, alla costruzione partecipò numerosa la comunità padovana e padovano era uno dei vescovi presenti al rito di consacrazione, l'episcopo Severiano dei Dauli. La tradizione vuole che le genti di Rivoalto, per ringraziare Padova, donassero a loro volta la chiesa di San Clemente Papa. Gli studi hanno dimostrato, però, che l'edificio è molto più tardo: ad esempio, nella donazione degli Orio, documento del 1097, viene descritto il terreno su cui esso sorge, senza citare la chiesa. La prima citazione certa risale invece al maggio 1152, quando si parla di un Henricum Navigaiosum plebanum sancti Johannis et sancti Jacobi de Rivoalto. La costruzione risalirebbe quindi al secolo XII con la solenne consacrazione da parte del papa Alessandro III il 25 luglio 1177, testimoniata dalla lapide affissa sulla facciata della chiesa con cui viene concessa l'indulgenza plenaria.
Nel 1513 essa scampò al grave incendio che devastò l'area commerciale adiacente. Fu restaurata nel 1531, come testimonia la lapide posta a fianco del portale; nel 1601 il doge Marino Grimani ordinò un nuovo restauro, durante il quale fu rialzato il pavimento per fronteggiare l'acqua alta e l'originale pianta latina fu trasformata nell'attuale pianta a croce greca.

## Descrizione
Interessanti l'esterno con il campanile a vela, il grande orologio (utile al mercato, che si svolgeva di fronte) e il portico gotico, uno degli ultimi esempi del genere rimasti in città.
L'interno segue il tradizionale schema a croce greca con una cupola centrale, imitato poi nel Rinascimento. La chiesa è stata la sede della Scuola degli Oresi che avevano le loro botteghe nel vicino sottoportico (Sotoportego dei Oresi) e che qui seppellivano i loro morti: il protettore della scuola è Sant'Antonio Abate la cui statua è posta sull'altare della scuola. È stata anche la sede dei Garbeladori e dei Ligadori. 

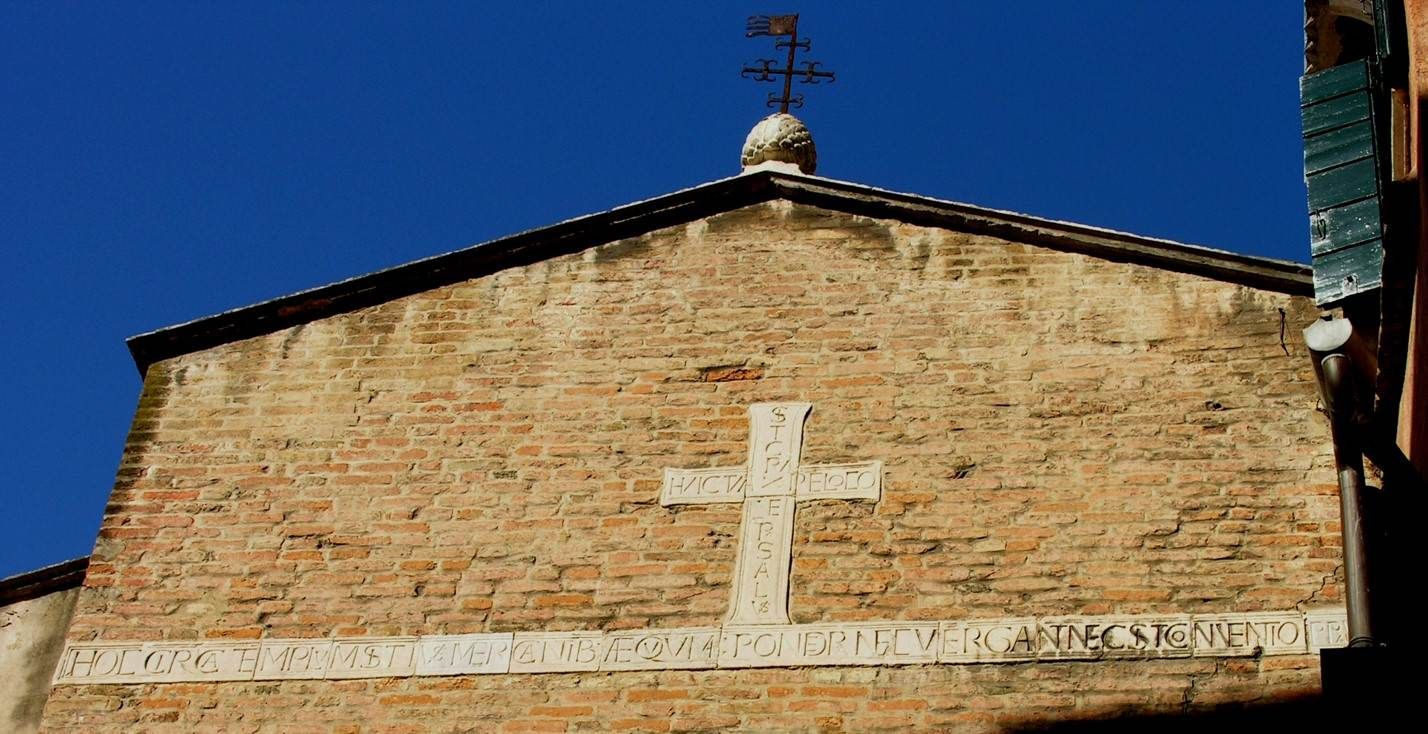
San Giacometo, Abside

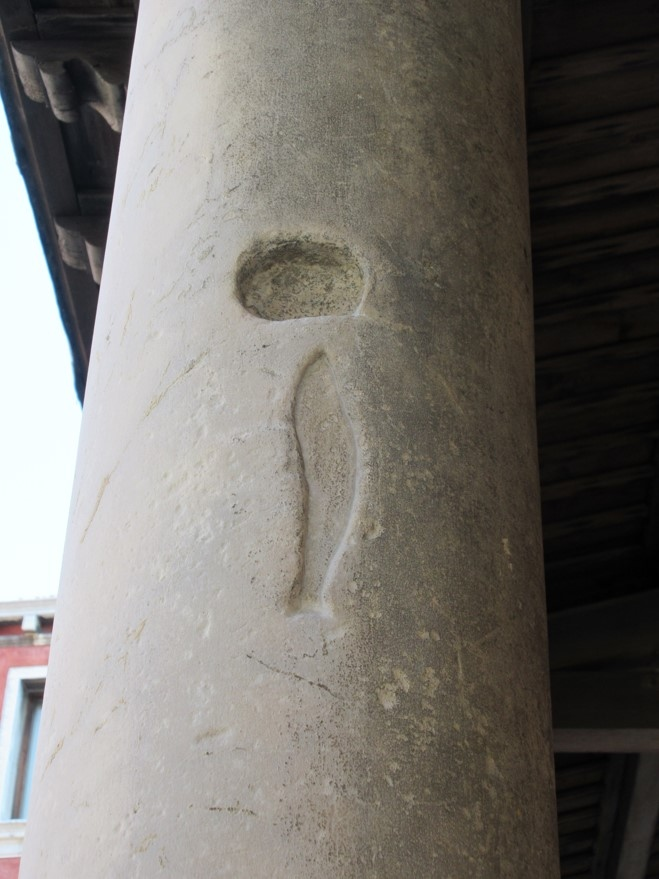

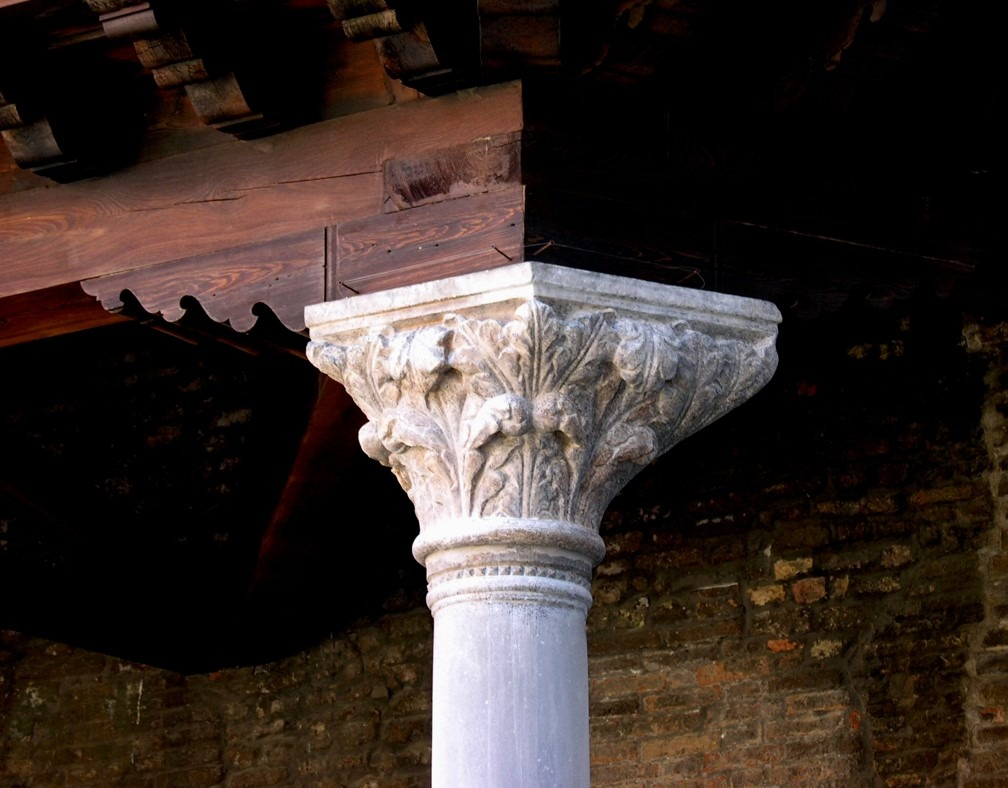

La storia della chiesa è legata al mercato di Rialto: testimonianza di ciò è un'iscrizione latina all'esterno dell'abside del XII secolo, che invita i commercianti all'onestà: Hoc circa templum sit jus mercantibus aequum pondera nec vergant nec sit conventio prava (Intorno a questa chiesa sia equa la legge dei mercanti, giusti i pesi e leali i contratti).
Sulla croce che sovrasta questa scritta un'altra iscrizione recita. Sit crux tua vera salus huic Criste loco (sia la tua croce, oh Cristo, la vera salvezza di questo luogo).
La chiesa è preceduta da un porticato ligneo del XIV secolo, tipico di molte chiese gotiche veneziane che serviva per dare riparo ai viandanti che potevano pernottare al coperto: l'altro esempio di esonartece rimasto a Venezia è la Chiesa di San Nicolò dei Mendicoli a Dorsoduro.
In una delle colonne del portico è scavata la sagoma di un pesce e di un'ostrica: tali sagome sarebbero servite per determinare le misure minime della fauna ittica da poter vendere senza compromettere la riproduzione. Interessante la colonna d'angolo con un capitello asimmetrico che sostiene il barbacane ligneo.
La facciata è sormontata da un orologio monumentale costruito nel 1410 e rifatto nel 1749 con il quadrante suddiviso in 24 ore espresse in cifre romane che segna l'ora all'italiana e c'è un'unica lancetta a forma di raggio di sole. 
La Cronaca Dolfin ricorda che: "Adì 20 settembre 1422: Domenega fo descoverto & complido el razzo d’oro delle hore, fatto sulla giesa de S. Giacomo de Rialto per Maistro Polo Pujexe inzegner." Un altro riferimento dice: "et nota che quando fu fato el razzo da le ore la ditta glesia fu molto conzada et per farlli el ditto razzo fu coperta de piombo per beleza et fu del 1422 adì 20 setenbrio dogando missier Tomao Mozenigo principe dignissimo et fu fatto per man de mistro Polo pugliese".
A quei tempi il nuovo giorno iniziava dopo il tramonto: l'ora I (inizio del giorno) si trova a destra, l'ora XII (mezzogiorno) si trova a sinistra, l'ora XVIII (tramonto) si trova nella parte superiore dell'orologio nella posizione che ora noi usiamo per segnare mezzanotte. 
Attualmente è una chiesa rettoriale, dipendente dalla parrocchia di San Silvestro (vicariato di San Polo-Santa Croce-Dorsoduro). La chiesa è aperta al culto ma vi si organizzano anche concerti che, nell'intimità di tale ambiente, risultano assai suggestivi.
Nella piazzetta antistante la chiesa si svolgeva il mercato ortofruttifero di Rialto e per molti anni i banchetti la ostruivano completamente. Recentemente i banchi sono stati spostati e la piazzetta è stata liberata ed ora può mostrate tutto il suo splendore come è stato immortalato da numerosi pittori.

## Galleria d'immagini

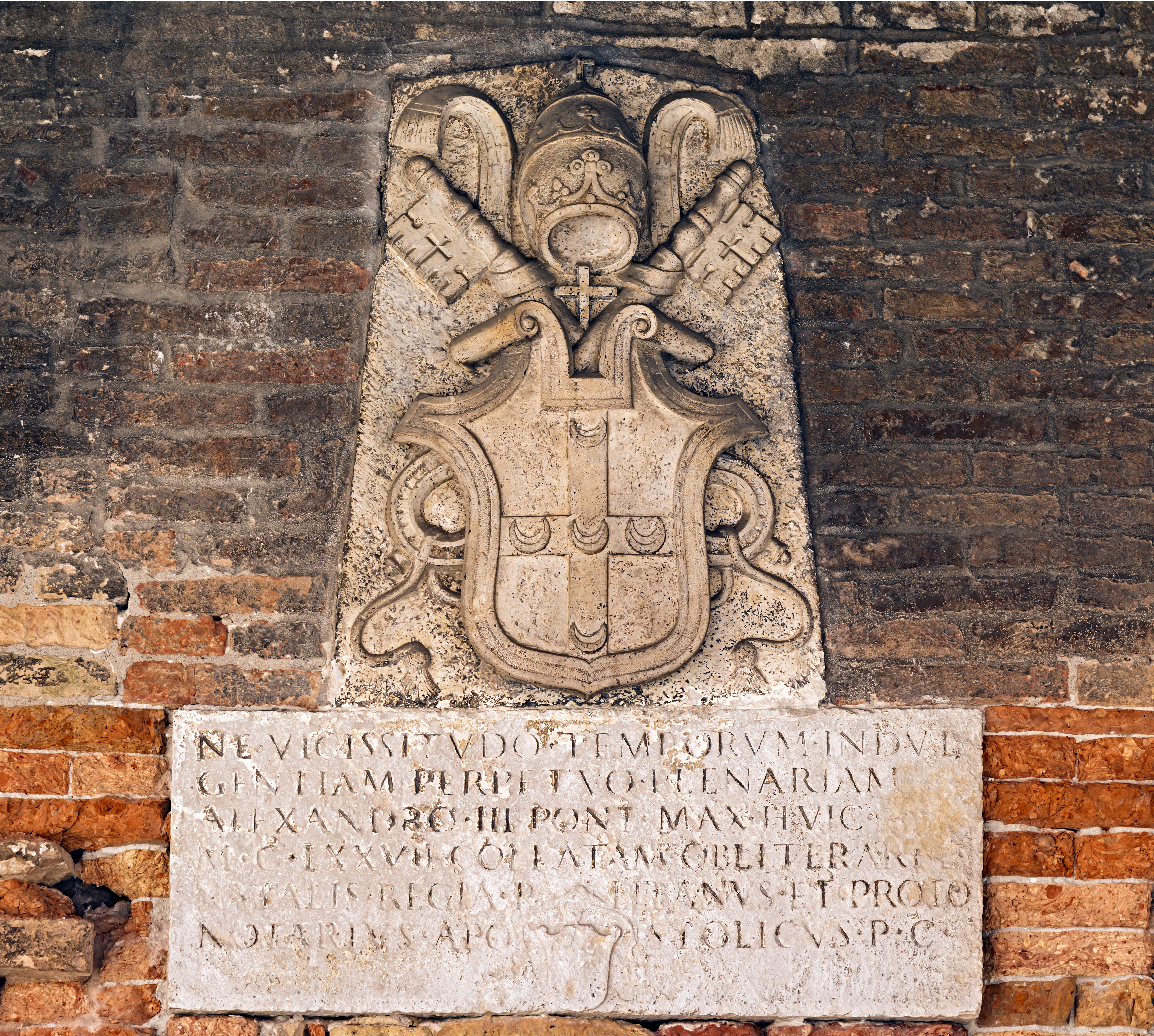
Lapide di papa Alessandro III
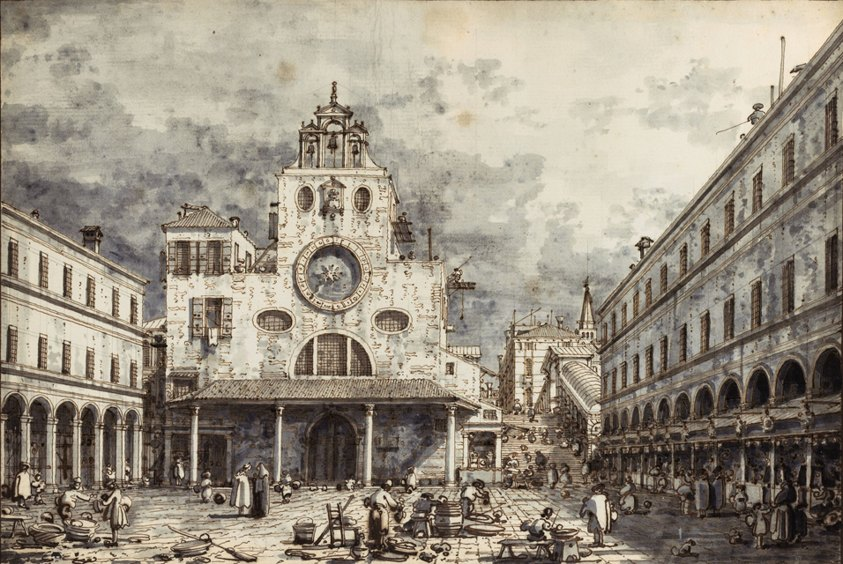
Canaletto, San Giacometo, disegno
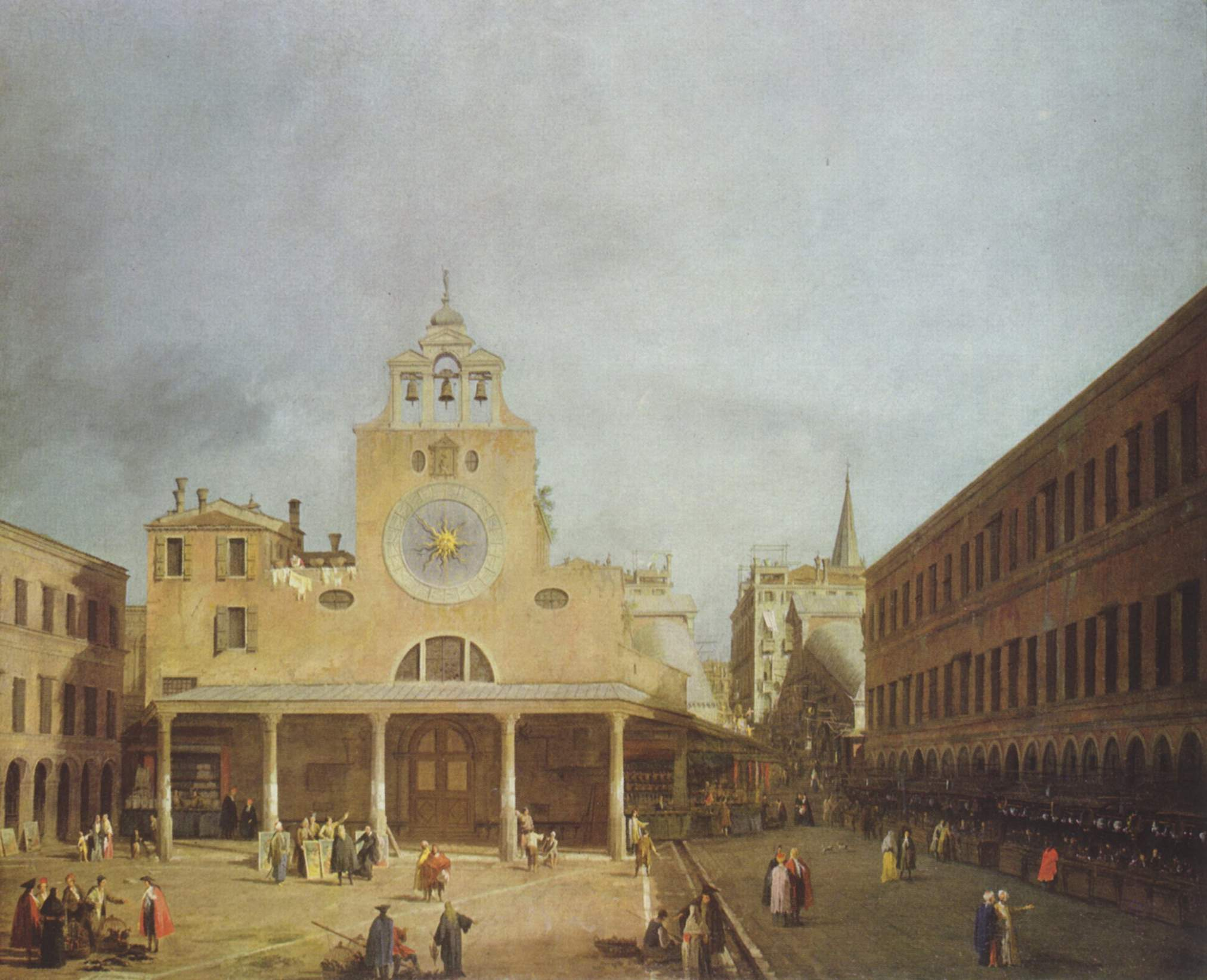
La chiesa in un dipinto del Canaletto del 1725-26.
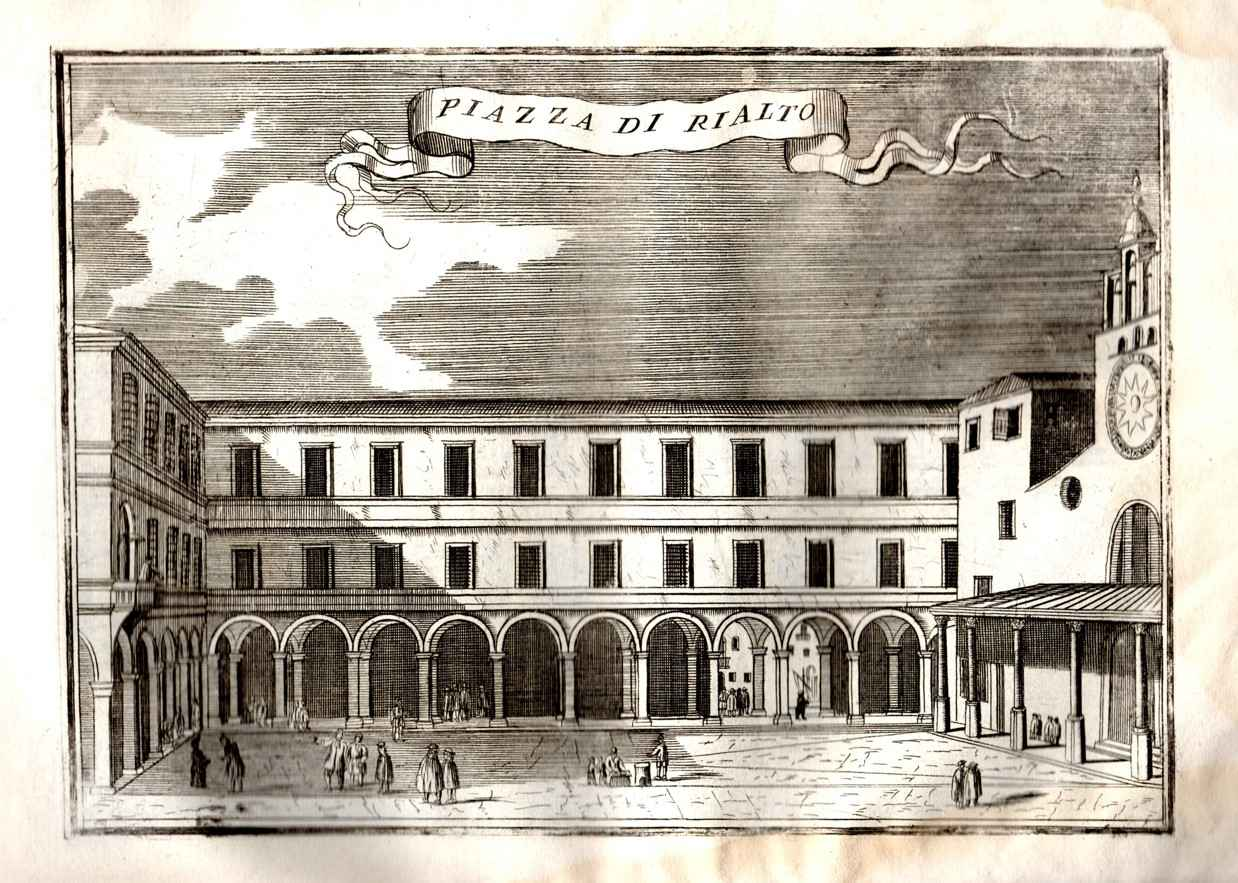
Vincenzo Coronelli, San Giacometo
Il campanile e la cupola
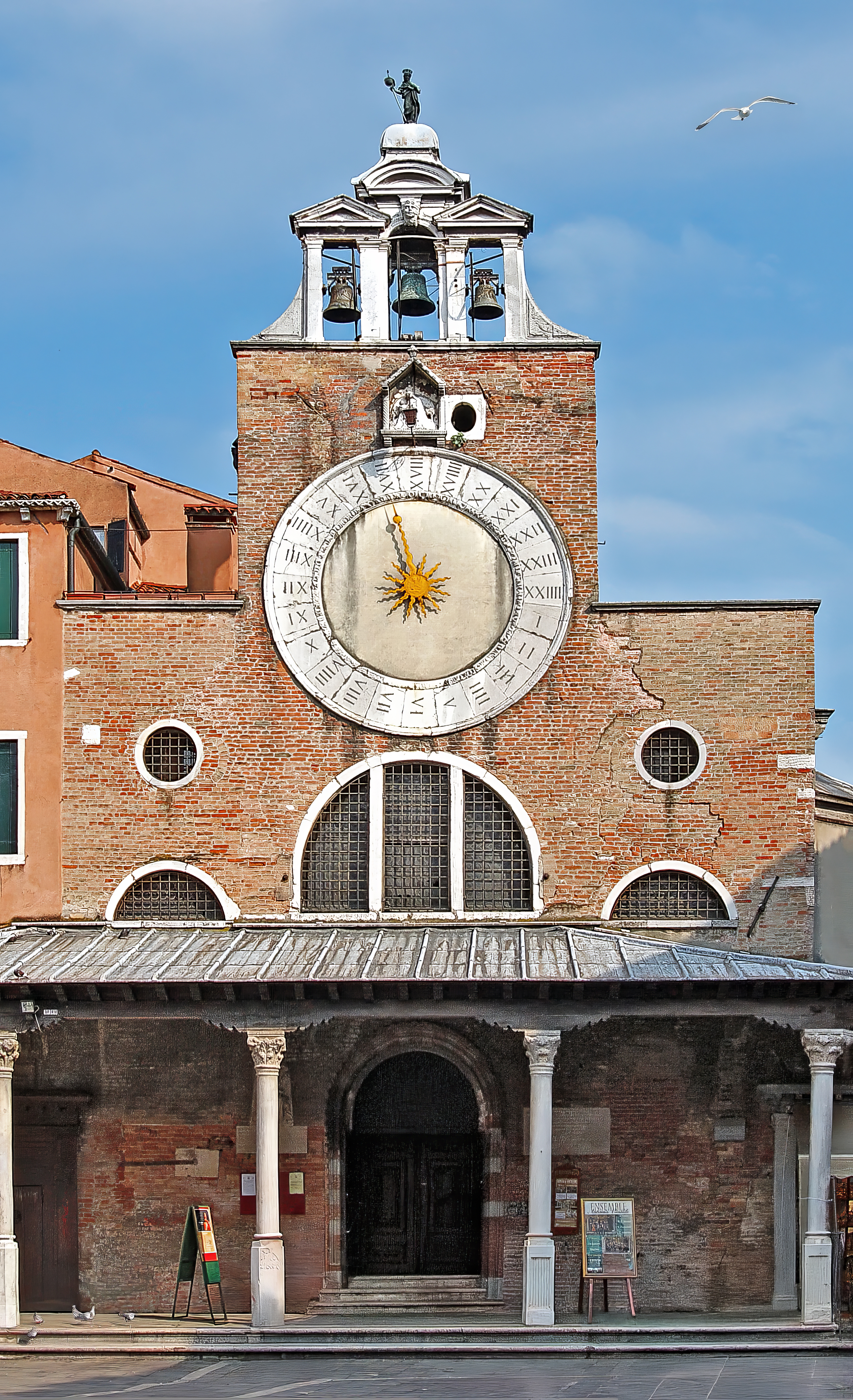
San Giacometo, il campanile
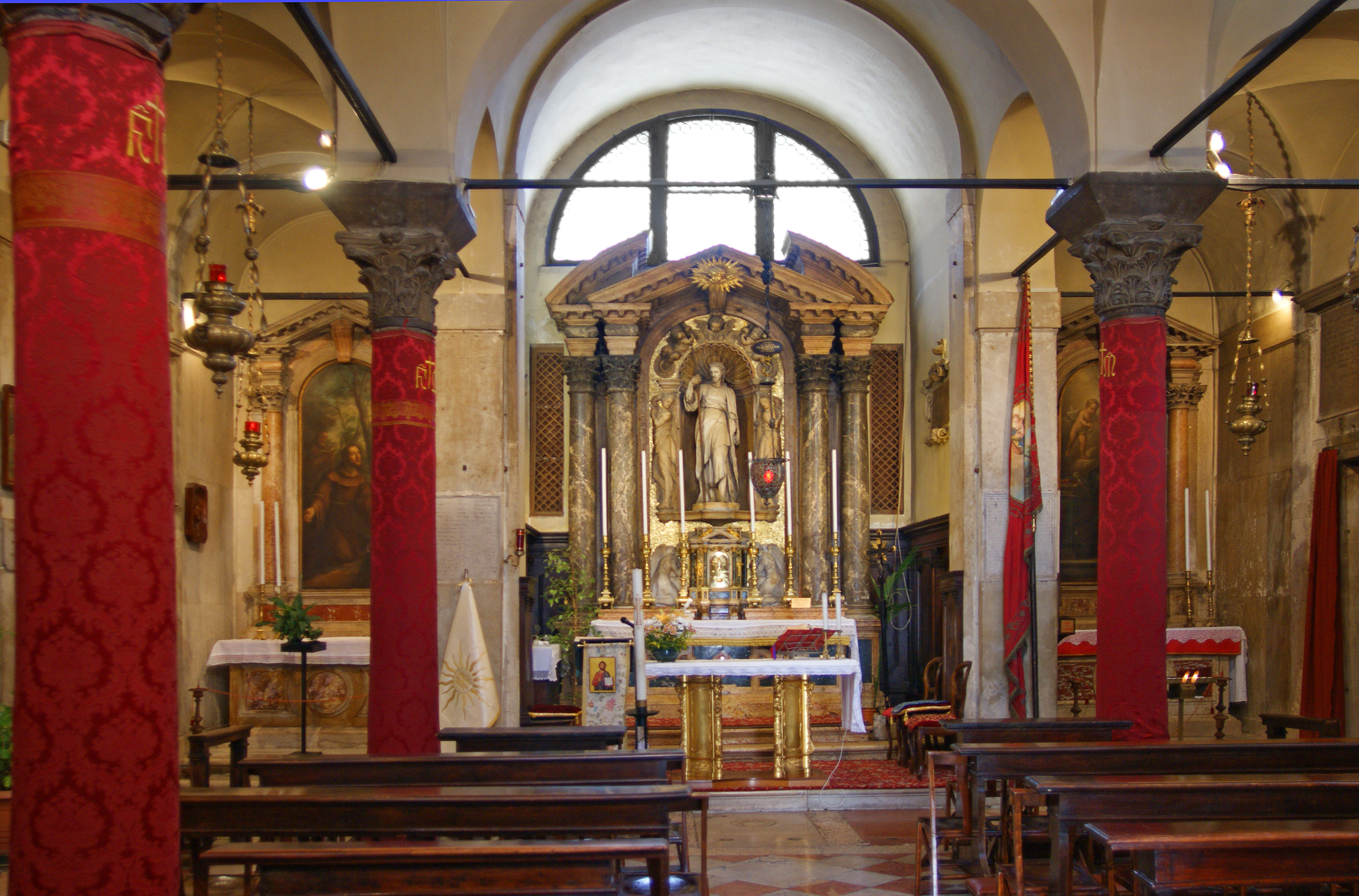
Vista interno della chiesa
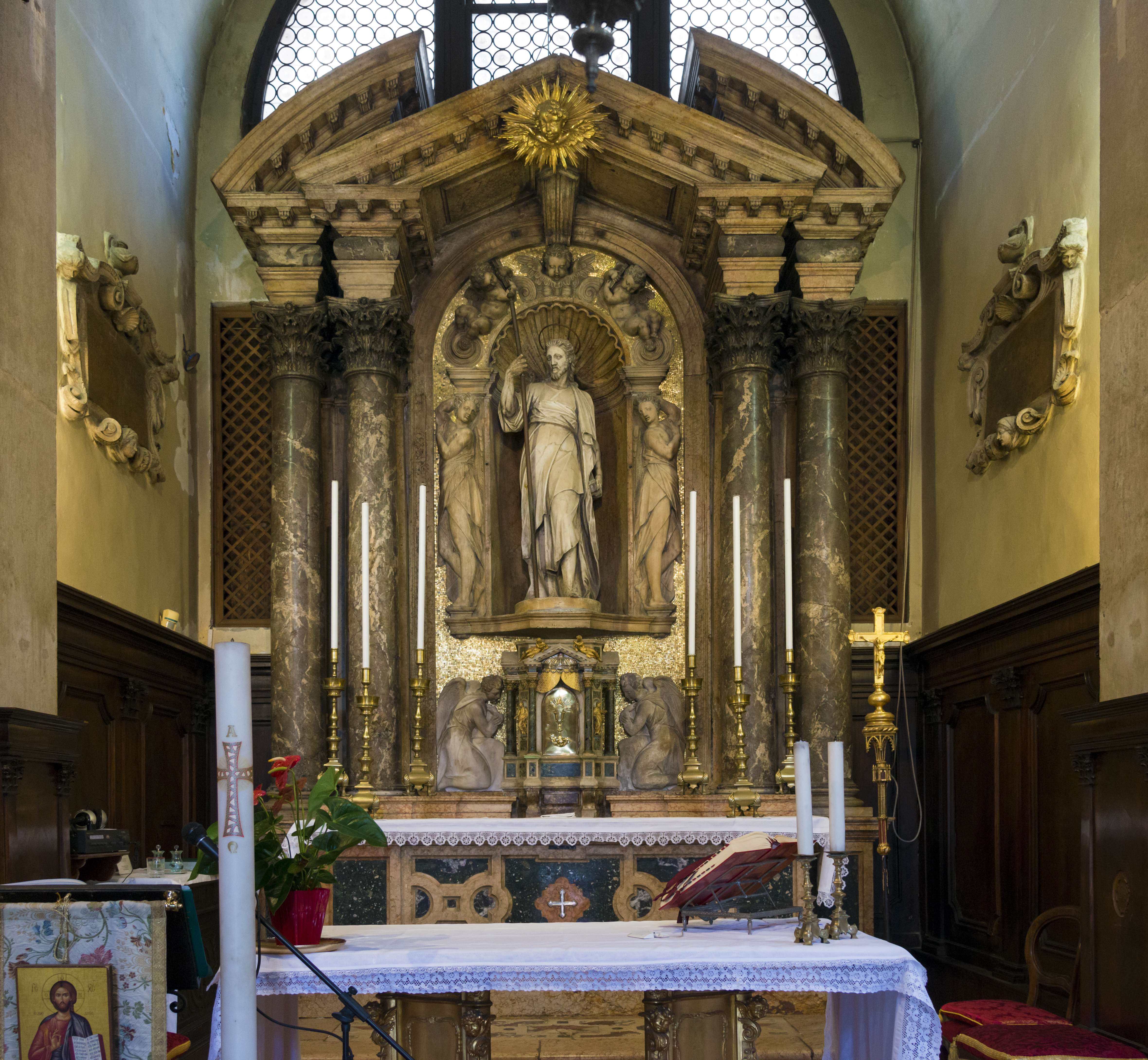
Altare maggiore con la statua di S. Giacomo di Alessandro Vittoria, 1602
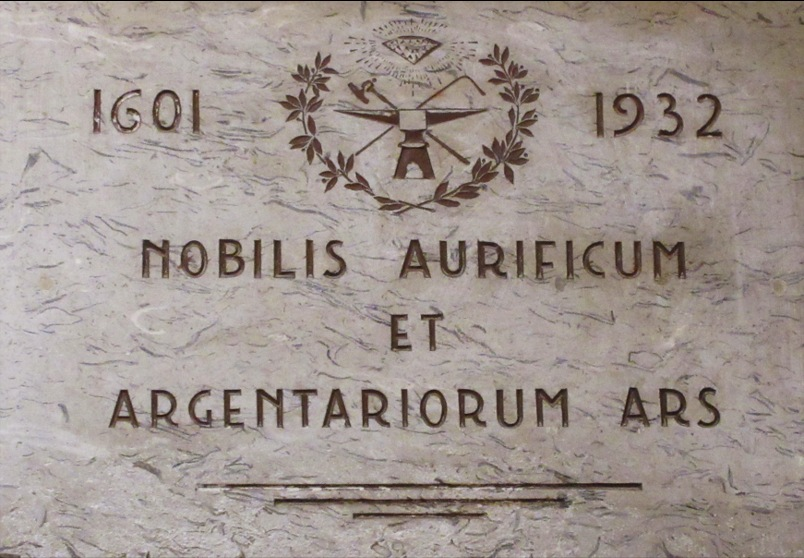
Scuola degli oresi
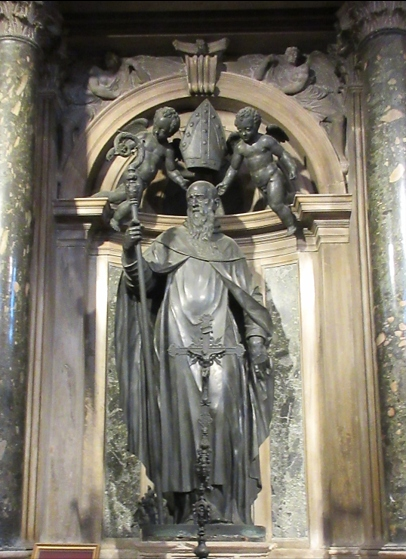
San Giacometo, altare con Sant'Antonio Abate, protettore degli oresi
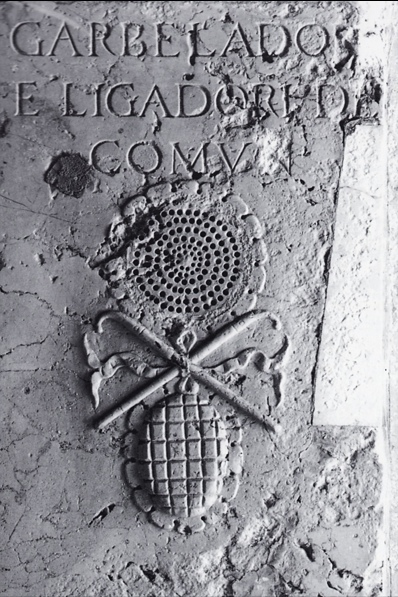
San Giacometo, Garbeladori e Ligadori
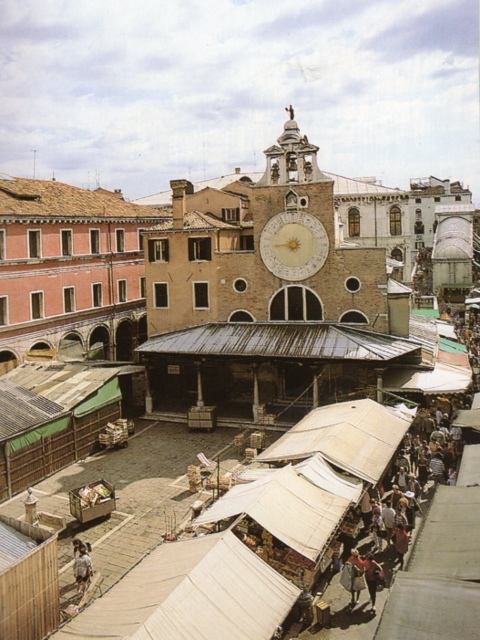
Campo San Giacometo con il mercato
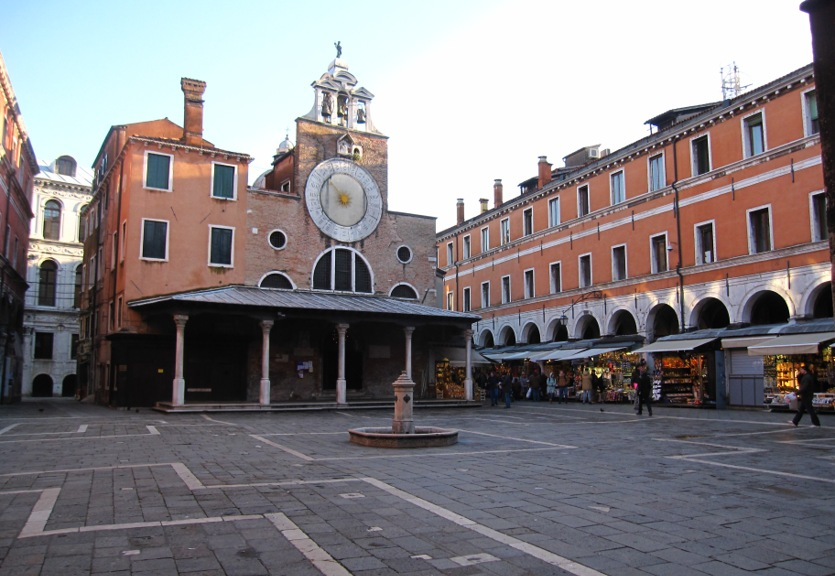
Campo San Giacometo senza il mercato
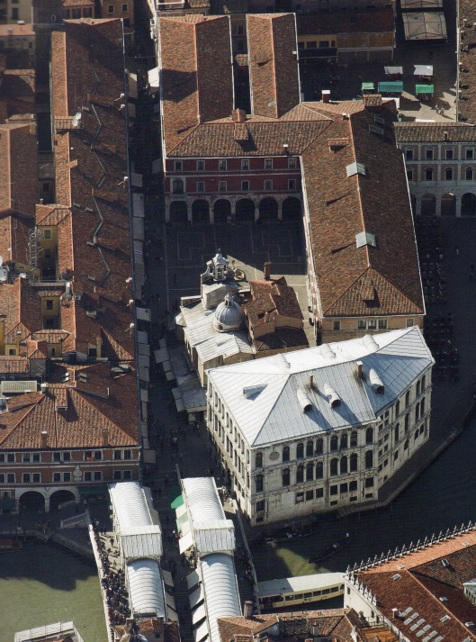
San Giacometo, vista aerea